# میخایل شیفمن
میخایل شیفمن (روسی: Михаи́л Арка́дьевич Ши́фман؛ زاده ۴ آوریل ۱۹۴۹) یک فیزیک‌دان در زمینه فیزیک نظری و فیزیک ذرات اهل روسیه است.